# José Joaquín Martínez
José Joaquín Martínez Valadez (* 22. Februar 1987 in Mexiko-Stadt) ist ein mexikanischer Fußballspieler auf der Position eines Verteidigers.

## Laufbahn
Zu Beginn seiner Profikarriere stand der gebürtige Chilango beim in der Hauptstadt ansässigen Club América unter Vertrag und war zeitweise an dessen in der Primera División 'A' spielendes Farmteam Socio Águila ausgeliehen.
2011 wechselte er zum gerade in die zweite Liga abgestiegenen Club Necaxa, mit dem er in der Apertura 2014 die Zweitligameisterschaft gewann. 
Durch seinen Wechsel zum CF Pachuca gelang Martínez 2015 nicht nur die Rückkehr in die höchste Spielklasse, sondern innerhalb eines Jahres in der Apertura 2016 auch sein erster Meistertitel. 
In der Saison 2019/20 gehörte er zum Kader in der vorerst letzten Erstligaspielzeit des CA Monarcas Morelia, dessen Lizenz zum Ende der Saison an das neue Franchise namens Mazatlán FC verkauft wurde. 
Zum selben Zeitpunkt ging Martínez in seine Heimatstadt zurück, um fortan für den CD Cruz Azul zu spielen. Nach einer fast ein Vierteljahrhundert währenden Durststrecke, in denen die Cementeros keinen einzigen Meistertitel gewinnen konnten, gelang es ihm und seinen Kameraden in der Clausura 2021, diesen Fluch zu brechen und den insgesamt neunten Meistertitel für Cruz Azul zu gewinnen.

## Erfolge
- Mexikanischer Meister: Clausura 2016 (mit Pachuca), Clausura 2021 (mit Cruz Azul)
- Mexikanischer Zweitligameister: Apertura 2014 (mit Necaxa)